# Ловац тенкова
Ловац тенкова или самоходни противтенковски топ је врста борбеног оклопног возила. Примарни задатак му је уништавање тенкова и других оклопих возила. Већина ловца тенкова изгледа као тенк, само са слабијим оклопом и мањом тежином, што им даје већу покретљивост и веће брзине. Главно наоружање ловца тенкова је топ или лансер ракета, које су обично навођене и способне уништити све врсте оклопних возила.
Ловци тенкова могу се покретати на гусеницама или точковима. Као наоружање могу користити топ (са куполом или без ње), ракетне лансере или обоје (и топ и лансер). Како би се повећала ефикасност топа, употребљавају се вођене ракете које циљ нападају одозго, што је врло делотворно код тенкова због тањег оклопа на крову куполе.
Ловци тенкова су се прво пут појавили у Другом светском рату. Први ловци тенкова су били израђивани на шасијама застарелих типова тенкова. Ловци тенкова без обртних купола су били једноставнији и јевтинији за израду, што је било од посебне важности за масовну производњу у ратним временима. Од Другог светског рата, главни борбени тенкови су истиснули из употребе ловце тенкова и неке друге типове оклопних возила, мада су лако оклопљени носачи противтенковких вођених ракета остали у употреби као допуна за противтенковску борбу на великој раздаљини. Међутим, промена начина ратовања у последњих 20 година је довела до поновног појављивања противтенковских оруђа наоружаних топовима, названи заштићени топовски системи, који су по свим својим карактеристикама ловци тенкова, осим по свом имену.

## Галерија
- Панцерјегер I, први ловац тенкова
- Амерички ловци тенкова М10 Волверајн
- Возило Пирана са навођеним ракетама